# JHTML
HTML con scripts de servidor de J# (J++).
El  JHTML está desarrollado para la Plataforma de Java y HTML. Los archivos de este lenguaje terminan con la extensión de ".jhtml".

## Ejemplo de J# con ASP
```
WebApplication
.
localhost
.
Service
 
server
 
=
 
new
 
WebApplication
.
localhost
.
Service
(
1
);

Label2
.
set_Text
(
server
.
Holamundo
());

```